# Perideridia erythrorhiza
Perideridia erythrorhiza är en flockblommig växtart som först beskrevs av Charles Vancouver Piper, och fick sitt nu gällande namn av Tsan Iang Chuang och Lincoln Constance. Perideridia erythrorhiza ingår i släktet Perideridia och familjen flockblommiga växter. Inga underarter finns listade i Catalogue of Life.